# Kebuita glabra
Kebuita glabra är en ringmaskart som först beskrevs av Ehlers 1887.  Kebuita glabra ingår i släktet Kebuita och familjen Scalibregmatidae. Inga underarter finns listade i Catalogue of Life.